# Jeden musí z kola ven
Jeden musí z kola ven (v anglickém originále Tinker Tailor Soldier Spy) je špionážní román z roku 1974, jehož autorem je bývalý britský špion John le Carré. Sleduje snahu mlčenlivého stárnoucího špiona George Smileyho odhalit sovětského špiona v britské zpravodajské službě. Román si získal uznání kritiky pro svůj komplexní společenský komentář – a v té době, po zběhnutí Kima Philbyho, i pro svou aktuálnost. V roce 1977 následoval román Ctihodný školák a v roce 1979 Smileyho lidé. Všechny tři romány dohromady tvoří „trilogii Karla“, pojmenovanou podle Smileyho dlouholeté nemesis Karly, šéfky sovětské zahraniční rozvědky a hlavní antagonistky celé trilogie.
Román se dočkal televizní i filmové adaptace a zůstává základním dílem žánru špionážní literatury, v roce 2022 byl román zařazen na seznam 70 knih autorů Commonwealthu „Big Jubilee Read“, vybraných k oslavě platinového jubilea Alžběty II.

## Děj
Cirkus, londýnské hlavní sídlo britské tajné služby, prochází otřesy. Šéf tajné služby Control byl několik měsíců před svou smrtí zbaven moci, jeho důvěrník George Smiley byl - stejně jako loajální spolupracovnice Connie Sachs - donucen k rezignaci. Moc v Cirkusu uchvátila čtveřice: Percy Alleline, který se vyšvihl na Controlova nástupce, Bill Haydon, Roy Bland a Toby Esterhase. Politické krytí získali díky operaci Witchcraft, síti sovětských dvojitých agentů s krycím jménem „Merlin“, kteří neznámým způsobem poskytují MI6 tajné informace ze Sovětského svazu. Vysoká kvalita těchto materiálů konečně umožňuje britské tajné službě, která v poslední době utrpěla řadu neúspěchů, opět intenzivně spolupracovat s americkými kolegy, označovanými obecně jako „bratranci“.
Jako záminka pro Controlovo sesazení posloužila jeho svévolná operace Testify. Control měl podezření, že se do nejvnitřnějšího kruhu Cirkusu infiltroval sovětský špión. Zaměřil se na pět kandidátů, kterým přiřadil krycí jména: Alleline („Klempíř“, v originále „Tinker“), Haydon („Krejčí“, v originále „Taylor“), Bland („Voják“, v originále „Soldier“), Esterhase („Chudák“, v originále „Poorman“) a Smiley („Žebrák“, v originále „Beggarman“). Když se pokusil získat informace od českého generála Stevčeka, který údajně chtěl odhalit špióna „Geralda“, vyslal do Brna Jima Prideauxe, tehdejšího šéfa zahraničních agentů („Lovec skalpů“). Setkání se však ukázalo jako past – Prideaux byl postřelen, zajat sovětskou tajnou službou a propuštěn teprve tehdy, když byly odhaleny všechny britské špionážní sítě, o nichž věděl. Nyní žije pod falešnou identitou jako suplující učitel v internátní škole v Devonu a stále trpí následky zranění.
O několik měsíců později se podezření, že Cirkus byl infiltrován sovětským špiónem, znovu potvrzuje. Zahraniční agent Ricki Tarr přichází se zprávou o nesrovnalostech během své mise v Hongkongu. Tam se seznámil s ruskou špiónkou Irinou, kterou po milostném vztahu přesvědčil k přeběhnutí k Britům. Slíbila, že odhalí britského dvojitého agenta. Když však Tarr informoval Cirkus, agenti v Hongkongu nereagovali. Sovětská tajná služba nakonec předběhla Brity, Irinu unesla a odvezla ji do Sovětského svazu, kde od té doby zmizela. Ministerský úředník Oliver Lacon pověří Smileye, kterého nedávno opustila jeho nevěrná manželka Ann, aby případ prošetřil. Pomáhají mu inspektor Mendel a Peter Guillam, jeho jediný zbývající spojenec v Cirkusu.
Smiley zjistí, že spisy o incidentu s Irinou byly zatajeny a že Bill Haydon byl předem informován o operaci Testify. Osudnou noc strávil Haydon se Smileyeovou ženou, než v Cirkusu převzal řízení selhávající mise. Kontaktní osobou operace Witchcraft je údajný kulturní atašé sovětského velvyslanectví Poljakov, který je ve skutečnosti plukovníkem Viktorovem, agentem sovětského šéfa rozvědky Karly. Smiley se kdysi dávno neúspěšně pokusil Karlu zlákat na britskou stranu a během jejich setkání mu nechtěně odhalil svůj slabý bod – svou nešťastnou manželku Ann. Smiley donutí Esterhase, nejslabší článek vedoucí čtveřice Cirkusu, aby prozradil místo tajných schůzek s Poljakovem. Společně s Mendelem a Guillamem se tam vydává na sledovací akci, zatímco Tarr se mezitím spojí s Cirkusem z Paříže.
Jak se očekávalo, strach z prozrazení přinutí Poljakova k náhlé schůzce se sovětským špionem, kterým se ukáže být Bill Haydon. Haydon je okamžitě zatčen. Během výslechu přizná, že již dlouhá léta pracoval pro Karlu a sabotoval operace britské tajné služby. Cílem operace Witchcraft bylo získat přístup k americké rozvědce výměnou za zmanipulované sovětské informace. Karla byl rovněž tím, kdo nasadil Haydona na Ann, aby narušil Smileyeův úsudek o svém rivalovi. Haydonovy skutečné motivy zůstávají nejasné, ale Smiley v jeho chování rozpozná především samolibost. Vězněný Haydon klidně čeká na výměnu do Moskvy, dokud ho jedné noci nenavštíví Prideaux. Ten svého dlouholetého přítele, jehož zradu už dávno tušil, uškrtí. Sovětský svaz je oficiálně označen za odpovědného za Haydonovu smrt. Prideaux se vrací do internátu, kde nachází naplnění v práci učitele.